# 左翼党 (土耳其)
左翼党（土耳其語：Sol Parti）是土耳其的一个左翼政党。该党成立于1996年9月1日，由几个左翼团体合并而成，当时取名为自由和团结党；2019年12月，该党改用现名。
该党的总部位于安卡拉。该党是欧洲左翼党的成员党。该党曾派代表出席共产党和工人党国际会议和欧洲反资本主义左翼的会议。